# Votar en Suiza
Votar en Suiza (llamada votación) hace referencia al proceso por el cual los ciudadanos suizos toman decisiones sobre la gobernanza y eligen a políticos. Los colegios electorales están abiertos los sábados y la mañana del domingo, aunque mucha gente vota por correo adelantado. Al mediodía del domingo (‘’Abstimmungssonntag’’ en alemán), la votación termina y los resultados suelen darse a conocer al final de la tarde.
El sistema de votación de Suiza es único entre los Estados democráticos modernos. Se practica la democracia directa en paralelo con la democracia representativa. Debido a ello, el sistema suizo es llamado democracia semidirecta. La democracia directa permite a cualquier ciudadano poder cambiar cualquier ley aprobada por el parlamento o, por ejemplo, proponer en cualquier momento una modificación de la constitución federal. 
Todo ciudadano suizo mayor de edad y capaz de discernir puede intervenir directamente en la toma de decisiones. Los referéndums y elecciones se suelen acumular en no más de cuatro domingos al año (marzo, junio, septiembre y noviembre), pudiendo votarse un domingo sobre temas federales, cantonales y comunales.
Las papeletas son distribuidas en los cuatro idiomas oficiales de Suiza: francés, alemán, italiano y romanche.

## Nivel federal
Los ciudadanos suizos pueden modificar las leyes federales según lo expuesto en los artículos 136 a 142 de la Constitución Federal de Suiza de 1999:
- Iniciativa popular federal (art. 138): permite a los ciudadanos suizos redactar un texto legislativo con el fin de crear o modificar un artículo constitucional. Para esto, deben recoger, en un plazo de 18 meses a partir de la publicación oficial de su iniciativa, 100.000 firmas para poder someter el artículo a una votación popular. Si se alcanza, la iniciativa será presentada a votación popular, en donde deberá ganar por doble mayoría de votantes (una mayoría en porcentaje además de mayoría de cantones: si, por ejemplo, los tres cantones más numerosos votaran sí, y la iniciativa ganara, ésta no sería aceptada, pues debe contar con el sí de al menos 13 cantones).
- Iniciativa popular federal general (art.139): permite a 100.000 ciudadanos solicitar a la asamblea federal legislar sobre una cuestión dada.
- Referéndum obligatorio (artículo 140): toda revisión de la Constitución, toda adhesión a organizaciones supranacionales y todas las leyes federales declaradas urgentes, deben ser sometidas al voto del pueblo y de los cantones (mayoría doble requerida).
- Referéndum facultativo (artículo 141): permite a 50.000 ciudadanos o a ocho cantones que lo piden en un plazo de 100 días a partir de la publicación del acta en el Boletín oficial de Suiza, sobre una decisión de la Asamblea Federal.

## Nivel cantonal
Cada cantón (26) dispone de una constitución que regula los derechos políticos de sus ciudadanos para modificar las leyes cantonales. Cada cantón puede cambiar las condiciones referendarias, estas pueden variar también de una ciudad a otra (en tiempo, número de firmas, etc.).
Todos los cantones tienen su propio parlamento, llamado en la mayoría de los cantones Gran Consejo, y el gobierno, llamado Consejo de Estado. Algunas actividades son competencia única de los cantones, entre ellas figuran la educación y la gestión de los hospitales (salvo los hospitales comunales y privados), la construcción, el mantenimiento de las carreteras (salvo las autopistas, las vías nacionales y las vías comunales), la policía (no hay que confundir con el ejército) y otras cargas sociales como el control fiscal.[cita requerida]
Ejemplo cantón de Vaud
- Iniciativa popular (artículos 78-82): Pueden presentar una ley (o propuesta de ley) si en 4 meses se recogen 12.000 firmas. Si esa ley implica una revisión total de la constitución cantonal, son necesarias 18.000 firmas.[3]
- Referéndum facultativo (artículos 83,84):  Si en los 40 días siguientes a la publicación de una ley cantonal, se reúnen 12.000 firmas, se celebra un referéndum vinculante.

## Nivel comunal
Las condiciones de los referéndum e iniciativa popular a nivel comunal (municipal) los define cada cantón mediante una ley cantonal.

Ejemplo Cantón de Vaud
En el caso del Cantón de Vaud, tiene las siguientes características:
- Iniciativa popular general: Para municipios de menos de 50.000 electores, requiere del 15% del censo, mientras que se reduce al 10% en comunas de más de 50.000 electores.
- Referéndum: Para municipios de menos de 50.000 electores, requiere del 15% del censo, mientras que se reduce al 10% en comunas de más de 50.000 electores.

## Proyectos en desarrollo

### Votación por Internet
En 2015, la oportunidad de votar electrónicamente en Suiza se limitó a los votantes en los cantones de Ginebra y Neuchâtel. Alrededor de 90 000 personas en Suiza pudieron votar por Internet.
El Consejo Federal permitió a los siguientes cantones ofrecer voto electrónico a las personas suizas residentes en el extranjero que están registradas en su cantón: Ginebra, Lucerna, Basilea-Ciudad y Neuchâtel. Esto significa que unos 34 000 suizos registrados en el extranjero podrían votar electrónicamente.